# Maria av Capua
Maria av Capua, död efter 1065, var en italiensk adelskvinna och regent. Hon var gift med hertig Atenulf I av Gaeta, greve av Aquino, och mor till hertig Atenulf II av Gaeta. Hon var regent i hertigdömet Gaeta som förmyndare för sin son mellan 1062 och 1065.